# Eva Lovia
Candice Horbacz, född som Candice Clarke 29 maj 1989 i Wilmington i North Carolina, är en före detta porrskådespelare verksam som Eva Lovia. Under sin karriär nominerades hon till flera av de största branschpriserna.
Candice Horbacz är fortsatt involverad som fristående entreprenör inom sexbranschen under detta namn, samtidigt som hon verkar som poddare och youtubare under sitt civila namn. Podden Chatting with Candice fokuserar på livsstilsrelaterade frågor.

## Biografi
Candice Horbacz har japansk-spanska släktrötter. Hon föddes i North Carolina men växte upp i delstaten New York, som den äldsta av tre systrar. Hennes mor var underklädesmodell för Playboy.
I gymnasiet var hon cheerleader, och som 15-åring var kassörska hennes första arbete. Därefter verkade hon som bikinimodell och deltog i olika modelltävlingar.

### Pornografisk karriär
Candice Horbacz inledde sin karriär inom den pornografiska branschen 2011, som 22-åring och för bolaget Reality Kings. Inledningsvis deltog hon endast i scener med andra kvinnor, men 2015 började hon även medverka i heterosexuella inspelningar. Den första scenen då genomfördes med skådespelaren Mick Blue. Artistnamnet Eva Lovia inspirerades av hennes intresse för Eva Longoria och Eva Mendes. År 2012 varumärkesskyddade hon namnet, bland annat för att kunna använda det på olika sorters kringprodukter.
Under delar av sin karriär var Eva Lovia kontrakterad för produktionsbolaget Digital Playground. Hon hade huvudrollen i den bästsäljande långfilmslånga porrfilmen Eva, regisserad på Tushy av Greg Lansky. I en parodiversion av Kill Bill spelade hon rollen som Lucy Liu (spelade i originalet), och hon fick arbeta med stuntkoordinatorer som jobbat för Power Rangers.
År 2015 var Eva Lovia och Johnny Sins tilltänkta att spela i en Pornhub-producerad porrfilm med inspelning i rymden. Det delvis gräsrotsfinansierade projektet samlade dock aldrig in tillräckligt med pengar, och filmidén ställdes in.
Lovia var under många år fortsatt bosatt i sin hemort Wilmington, även om hon tillbringade två veckor per månad i Los Angeles för att delta i inspelningar. I december 2017 var hon Penthouse Pet of the Month.
I mitten av 2010-talet tillhörde Eva Lovia de mest uppmärksammade porrskådespelarna, och hon nominerades vid flera tillfällen till några av de största branschutmärkelserna. Totalt listas hon för cirka 330 pornografiska inspelningar (juli 2023), och videor med hennes medverkan har fram till juli 2023 visats cirka 800 miljoner gånger på videoplattformen XVideos. Hos konkurrenten Pornhub var motsvarande siffror då cirka 350 miljoner.

### Andra aktiviteter
År 2020 avslutade Eva Lovia sin karriär som porrskådespelare för bolagsproduktioner, efter flera dåliga kontrakt, intermezzon med regissörer och några hälsorelaterade problem. Hon har dock fortsatt sin verksamhet som innehållsskapare på Onlyfans.
Samma år (2020) inledde hon en verksamhet som poddare, via den livsstilsrelaterade podden Chatting with Candice. Där har hon bland annat intervjuat neuroforskare, evolutionspsykologer och politiska kommentatorer.  I podden, som även produceras för hennes Youtube-kanal, framträder hon under sitt civila namn Candice Horbacz. Hon organiserar även kurser fokuserade på andlighet, psykedeliska upplevelser och välbefinnande.
Parallellt med sin pornografiska verksamhet ägnade hon sig under ett antal år åt studier på högskolenivå. År 2015 tog hon en bachelor of arts-examen i psykologi.
Vid sidan av sin verksamhet som porrskådespelare har hon gett sitt namn åt ett märke på sexleksaker. Hon har även varit verksam som restauratör, med delat ägarskap i flera lokala restauranger.

### Åsikter
Candice Horbacz tillhör dem som förespråkar en åldersgräns på 21 år för deltagande i porrfilmsinspelningar. Hon anser att 18- och 19-åringar sällan är tillräckligt förberedda för de hårda branschvillkoren inom branschen, eller för hur deras medverkan i endast några få produktioner kan påverka resten av deras liv. I den åldern har de ofta endast begränsad förståelse för hur egenföretagande och inbetalningar av sociala avgifter behöver skötas korrekt. Inte heller har de alltid insikten i hur olikt "porrsex" kan vara jämfört med privat sex, och hur intensiteten och de olika avancerade inslagen kan kräva en hel del förberedelser.
Hon är även kritisk mot delar av branschen och för hur vissa producenter och bolag brister i respekt för skådespelarna. Den fritt tillgängliga pornografin på stora videoplattformar har också minskat inkomsterna i branschen, vilket för många leder till att de istället prövar lyckan som fristående innehållsskapare på betalplattformar som Onlyfans.

## Privatliv
År 2015 gifte hon sig med Erik Horbacz, entreprenör inom restaurangbranschen i Wilmington och där de två drivit familjeföretaget The Avenue Agency. De inledde relationen cirka 2010 och har två söner tillsammans.
Candice Horbacz är öppen inom släkten med sin nuvarande och tidigare verksamhet. Hennes mormor upptäckte kopplingen efter att ett blomsterbud av misstag använt hennes artistnamn på gratulationskortet. Som poddare och livsstilsdebattör har hon refererat till "Eva Lovia" som ett alter ego av typen "sexgudinna" och som en av sina många identiteter.

## Utmärkelser (urval)[5]
- 2018 – Spank Bank Award för Sharing Is Caring (Cumswapping Cutie of the Year)

Nomineringar
- 2016 och 2018 – AVN Award som Female Performer of the Year
- 2017 och 2018 – XBiz Award som Female Performer of the Year